# Tylopathes crispa
Tylopathes crispa är en korallart som beskrevs av Brook 1889. Tylopathes crispa ingår i släktet Tylopathes och familjen Antipathidae. Inga underarter finns listade i Catalogue of Life.